# Amegilla ferrocincta
Amegilla ferrocincta là một loài Hymenoptera trong họ Apidae. Loài này được Cockerell mô tả khoa học năm 1936.